# Beat (muzyka)

Metronom

Beat (ang. rytm), także bit – podkład muzyczny najczęściej spotykany wśród utworów hip-hopowych. Podstawowe tempo to około 96 bpm. Podstawową częścią beatu jest perkusja. W Polsce często zapisuje się wyraz beat fonetycznie, tj. bit. 
Podstawowe dźwięki perkusyjne to: hi-hat, werbel i stopa. Poza perkusją ważnymi elementami beatu jest również linia basu i linia melodyczna (zazwyczaj samplowana). W dzisiejszych czasach wyróżnia się wiele stylów producentów np. Newschool (The Neptunes), Crunk (Lil Jon) jak i funkowe podkłady w tym mniej popularny dziś G-Funk (Dr. Dre, Warren G, Daz Dillinger).